# Bataille de Hoyerswerda (1813)
 (avril 2023).
Sixième Coalition
Batailles
Campagne de Russie (1812)
- Liste des batailles
- Mir
- Moguilev
- Ostrovno
- Vitebsk
- Kliastitsy
- Smolensk
- 1re Polotsk
- Valoutina Gora
- Moskova
- Moscou
- Winkowo
- 2e Polotsk
- Maloïaroslavets
- Gorodnia
- Czaśniki
- Viazma
- Smoliani
- Krasnoï
- Bérézina

Campagne d'Allemagne (1813)
- Dantzig
- Lunebourg
- Möckern
- Lützen
- Bautzen
- Reichenbach
- Haynau
- Luckau
- Hoyerswerda
- Lauenbourg
- Goldberg
- Gross Beeren
- Katzbach
- Dresde
- Kulm
- Dennewitz
- Peterswalde
- Liebertwolkwitz
- Leipzig
- Hanau
- Sehested
- Torgau
- Hambourg

Campagne de France (1814)
- Sainte-Croix-en-Plaine
- Besançon
- Mayence
- Metz
- Saint-Avold
- 1re Saint-Dizier
- Brienne
- La Rothière
- Campagne des Six-Jours (Champaubert
- Montmirail
- Château-Thierry
- Vauchamps)
- Mormant
- Montereau
- Bar-sur-Aube
- Saint-Julien
- Laubressel
- Berry-au-Bac
- Craonne
- Coutures
- Laon
- Soissons
- Mâcon
- Reims
- Saint-Georges-de-Reneins
- Limonest
- Arcis-sur-Aube
- Fère-Champenoise
- 2e Saint-Dizier
- Meaux
- Claye
- Villeparisis
- Paris

- Feistritz
- Caldiero (en)
- Trieste
- Mincio

- Hoogstraten (de)
- Anvers
- Berg-op-Zoom
- Courtrai

La bataille de Hoyerswerda, eut lieu le 28 mai 1813, à Hoyerswerda en Saxe à 55 km au nord-est de Dresde, dans le cadre de la guerre de la Sixième Coalition, entre l'armée française commandée par le maréchal Oudinot et les forces prussiennes sous les ordres du général de brigade Friedrich Wilhelm von Bülow.

## Contexte
Avançant à travers le bassin de la Spree après sa victoire à Bautzen, Napoléon demande au maréchal Oudinot de rejoindre Berlin. Le général prussien von Bülow décide alors de marcher à sa rencontre.

## Ordre de bataille
| Armée française (Oudinot) | Armée des coalisés (von Bulöw) |
| ------------------------- | ------------------------------ |
| À compléter               | À compléter                    |

## La bataille
Von Bulöw qui avait sous-estimé les forces françaises est sévèrement repoussé.